# Eugen-und-Ilse-Seibold-Preis
Der Eugen-und-Ilse-Seibold-Preis (Eigenschreibung: Eugen und Ilse Seibold-Preis) zur Förderung der Wissenschaft und zur Verständigung zwischen Deutschland und Japan wurde 1997 von dem Meeresgeologen Eugen Seibold und seiner Frau Ilse Seibold gestiftet. Der Preis wurde alle zwei Jahre von der Deutschen Forschungsgemeinschaft an jeweils einen japanischen und einen deutschen Wissenschaftler verliehen. Dotiert war er mit jeweils 10.000 Euro. Das Stiftungsvermögen von 150.000 Euro stammt aus dem Preisgeld für den Blue-Planet-Preis, den Eugen Seibold zusammen mit Lester R. Brown 1994 von der japanischen Asahi-Glas-Stiftung erhalten hatte.
Im Jahr 2020 wurde der Preis letztmals vergeben, diesmal an vier Wissenschaftler und jeweils mit einer Dotierung von 15.000 Euro, womit das Stiftungsvermögen aufgebraucht war.

## Bisherige Preisträger
| Jahr | japanischer Wissenschaftler                                                                           | deutscher Wissenschaftler                                                                               |
| ---- | --- | --- |
| 1997 | Zentaro Kitagawa, Rechtswissenschaftler an der Universität Kyōto                                      | Bruno Lewin, Japanologe an der Ruhr-Universität Bochum                                                  |
| 1999 | Yasuo Tanaka, Astrophysiker an der Universität Tokio                                                  | Hans-Joachim Queisser, Experimentalphysiker am Max-Planck-Institut für Festkörperforschung in Stuttgart |
| 2001 | Mishima Ken'ichi, Philosoph an der Universität Osaka                                                  | Irmela Hijiya-Kirschnereit, Japanologe am Deutschen Institut für Japanstudien in Tokio                  |
| 2003 | Shigemasa Suga, Physiker an der Universität Osaka                                                     | Wolfgang Knoll, Polymer-Chemiker und -Physiker am Max-Planck-Institut für Polymerforschung in Mainz     |
| 2005 | Tatsuji Iwabuchi, Theaterwissenschaftler an der Gakushuin-Universität in Tokio                        | Josef Kreiner, Japanologe an der Universität Bonn                                                       |
| 2007 | Hideo Nakamura, Bauingenieur                                                                          | Klaus Ploog, Festkörperelektroniker                                                                     |
| 2009 | Makoto Ida, Rechtswissenschaftler                                                                     | Wolfgang Schamoni, Japanologe                                                                           |
| 2011 | Kazuyuki Tatsumi, Chemiker an der Universität Nagoya                                                  | Gerhard Erker, Chemiker an der Universität Münster                                                      |
| 2015 | Miyoko Motozawa, Familien- und Sozialrechtlerin                                                       | Gesine Foljanty-Jost, Politikwissenschaftlerin und Japanologin                                          |
| 2017 | Takeshi Tsubata, Immunologe                                                                           | Thomas Bock, Baurobotiker                                                                               |
| 2019 | Kōichirō Agata, Verwaltungswissenschaftler                                                            | Harald Baum, Rechtswissenschaftler                                                                      |
| 2020 | Shigeyoshi Inoue, Chemiker Hidenori Takagi, Materialphysiker Kanako Takayama, Rechtswissenschaftlerin | Regine Mathias, Japanhistorikerin                                                                       |